# Vario-Bau
Die Vario-Bau Fertighaus GesmbH (Eigenschreibweise: VARIO-BAU) ist ein in Mitteleuropa tätiger Anbieter von Fertighäusern mit Hauptsitz in Wiener Neustadt, Österreich. Das Unternehmen ist dabei unter der Marke VARIO-HAUS in Österreich, Deutschland, Italien, der Schweiz sowie in Ungarn tätig.

## Geschichte
Das Unternehmen wurde 1983 von Josef Gruber als VBS-Variable Bau Systeme GesmbH gegründet und 1989 auf Vario-Bau Fertighaus GesmbH umfirmiert. 1999 hat das Unternehmen gemeinsam mit dem Tiroler Architekten Josef Kiraly Österreichs erstes Fertighaus als Passivhaus errichtet und als Musterhaus im oberösterreichischen Haid präsentiert.
Seit 2014 trägt Vario-Bau die Staatliche Auszeichnung der Republik Österreich. Begründet wurde die Auszeichnung unter anderem aufgrund der führenden Position innerhalb der Branche sowie der hervorgebrachten Innovationen. 2016 erhielt das Unternehmen vom damaligen Bundesminister Andrä Rupprechter die Klimaschutzauszeichnung klima:aktiv.
2019 klagte der Verein für Konsumenteninformation (VKI) im Auftrag des Österreichischen Sozialministeriums gegen das Unternehmen. Grund für die Klage waren mehrere Vertragsklauseln, die beim Kauf eines Fertighauses zu einseitigen und unverhältnismäßigen Bedingungen für die Käuferschaft führten. Im Oktober 2019 erklärte das Oberlandesgericht Wien die Gesetzwidrigkeit von drei der vier der angefochtenen Klauseln für rechtskräftig. Das Urteil wird für Verträge innerhalb der Baubranche als maßgebend angesehen, da die beanstandeten Vertragsstrafen keine Seltenheit seien.